# 蘇小小 (電影)
《蘇小小》（粵拼：sou1 siu2 siu2）是李晨風執導的1962年香港歷史劇電影。白茵為主角。

## 情節
這部影片以一個遊記開幕，展示了西湖以及當時只有香港電影院左翼才能使用的真實中國大陸地點。標題人物是杭州西湖風景名勝區名妓蘇小小。小小為當地官員所熟識，卻愛上了相國兒子。他們雖然成婚，但不為相國接受，把他們的姻緣拆散。相國兒子後來為避婚意外墮樓身亡，小小得悉愛郎離世，鬱鬱而終，葬在西湖旁。

## 演員表
- 白茵 飾 蘇小小
- 周驄 飾 阮郁
- 張活游 飾 鮑仁
- 陳綺華 飾 翠雲
- 梁慧文 飾 秋香
- 黃曼梨 飾 小小的姨媽
- 盧敦 飾 孟浪
- 高魯泉 飾 周大人
- 李鵬飛 飾 阮相國(阮郁之父)
- 李月清 飾 阮郁之母
- 楊業宏 飾 大夫
- 張生 飾 王老爺
- 呂錫貴 飾 寧
- 陳東
- 吳嘉麗 飾 年輕蘇小小
- 蔡昌 飾 小小的女僕
- 鄧祥 飾 守衛
- 林煜 飾 守衛
- 周忠 飾 守衛

## 生產
這部電影是在中國杭州拍攝的。這部電影在清水灣製片廠拍攝，由英國蘭克公司開發印製。